# Saison 1965-1966 de la WHL
Saison précédente Saison suivante
La saison 1965-1966 est la quatorzième saison de la Western Hockey League. Six équipes jouent 72 matchs de saison régulière à l'issue de laquelle les Maple Leafs de Victoria sont sacrés champions de la Coupe du président.

## Saison régulière

### Classement
| Clt   | Équipe                  | PJ | V  | D  | N | BP  | BC  | Pts |
| ----- | ----------------------- | -- | -- | -- | - | --- | --- | --- |
| +001, | Buckaroos de Portland   | 72 | 43 | 24 | 5 | 271 | 218 | 91  |
| +002, | Maple Leafs de Victoria | 72 | 40 | 28 | 4 | 260 | 243 | 84  |
| +003, | Canucks de Vancouver    | 72 | 33 | 35 | 4 | 252 | 233 | 70  |
| +004, | Seals de San Francisco  | 72 | 32 | 36 | 4 | 243 | 248 | 68  |
| +005, | Totems de Seattle       | 72 | 32 | 37 | 3 | 231 | 256 | 67  |
| +006, | Blades de Los Angeles   | 72 | 22 | 48 | 2 | 236 | 329 | 46  |

- En gras : champion de la saison régulière
- En italique : qualifié pour les séries éliminatoires

### Meilleurs pointeurs
| Clt | Joueur          | Équipe        | PJ | B  | A  | Pts |
| --- | --------------- | ------------- | -- | -- | -- | --- |
| 1   | Cliff Schmautz  | Portland      | 72 | 46 | 58 | 104 |
| 2   | Billy McNeill   | Vancouver     | 72 | 40 | 62 | 102 |
| 3   | Art Jones       | Portland      | 70 | 35 | 67 | 102 |
| 4   | Guyle Fielder   | Seattle       | 70 | 19 | 75 | 94  |
| 5   | Wayne Connelly  | San Francisco | 72 | 45 | 41 | 86  |
| 6   | Milan Marcetta  | Victoria      | 61 | 28 | 54 | 82  |
| 7   | Bob Barlow      | Victoria      | 71 | 42 | 39 | 81  |
| 8   | Norm Johnson    | Los Angeles   | 71 | 23 | 54 | 77  |
| 9   | Andrew Hebenton | Victoria      | 72 | 31 | 45 | 76  |
| 9   | Gerry Goyer     | Portland      | 72 | 31 | 45 | 76  |

## Séries éliminatoires
Les quatre premières équipes de la saison régulière sont qualifiées pour les séries : le premier rencontre le troisième, le deuxième rencontre le quatrième et les vainqueurs jouent la finale. Toutes les séries sont jouées au meilleur des 7 matchs.
|  | Demi-finales | Demi-finales            | Demi-finales | Demi-finales            |   |                       | Finale | Finale | Finale | Finale |
|  |              |                         |              |                         |   |                       |        |        |        |        |
|  |              |                         |              |                         |   |                       |        |        |        |        |
|  | 1            | Buckaroos de Portland   | 4            | 4                       |   |                       |        |        |        |        |
|  | 1            | Buckaroos de Portland   | 4            | 4                       |   |                       |        |        |        |        |
|  | 3            | Canucks de Vancouver    | 3            | 3                       |   |                       |        |        |        |        |
|  | 3            | Canucks de Vancouver    | 3            | 3                       | 1 | Buckaroos de Portland | 3      | 3      |        |        |
|  |              |                         |              |                         | 1 | Buckaroos de Portland | 3      | 3      |        |        |
|  |              |                         | 2            | Maple Leafs de Victoria | 4 | 4                     |        |        |        |        |
|  | 2            | Maple Leafs de Victoria | 2            | Maple Leafs de Victoria | 4 | 4                     | 4      | 4      |        |        |
|  | 2            | Maple Leafs de Victoria |              |                         |   |                       |        | 4      |        |        |
|  | 4            | Seals de San Francisco  | 3            | 3                       |   |                       |        |        |        |        |
|  | 4            | Seals de San Francisco  | 3            | 3                       |   |                       |        |        |        |        |

## Récompenses

### Trophée collectif
| Coupe Lester Patrick : Vainqueurs des séries | Maple Leafs de Victoria |

### Trophées individuels
| Outstanding Goalkeeper Award : Meilleur gardien | Don Head, Buckaroos de Portland       |
| Leading Scorer Award : Meilleur pointeur        | Cliff Schmautz, Buckaroos de Portland |
| George Leader Cup : Meilleur joueur             | Billy McNeill, Canucks de Vancouver   |
| Rookie Award : Meilleure recrue                 | Bill Orban, Blades de Los Angeles     |
| Fred J. Hume Cup : Joueur le plus gentilhomme   | Guyle Fielder, Totems de Seattle      |